# Тулой (село)
Тулой (рос. Тулой) — село Турочацького району, Республіка Алтай Росії. Входить до складу Кебезенського сільського поселення.
Населення — 198 осіб (2015 рік).